# Пенрод, Джерри
Джерри «The Bear» Пенрод (англ. Jerry «The Bear» Penrod; род. 26 сентября 1946, Сан-Диего, Калифорния) — американский бас-гитарист, известный своим участием в группах Iron Butterfly и Rhinoceros.

## Биография
В 1966 году стал участником группы Iron Butterfly, в составе которой в октябре 1967 года записал альбом Heavy. Считается также, что помимо партий бас-гитары он исполнил бэк-вокальные партии в треке «Look for the Sun». Пенрод оставил группу незадолго до выхода альбома и был заменён Ли Дорманом. В конце 1967 года Пенрод присоединяется к супергруппе Rhinoceros, в которой играл ещё один бывший участник Iron Butterfly — гитарист Дэнни Вейс.
В 1969 году после выхода одноимённого дебютного альбома группы Rhinoceros, Пенрод ушёл из группы. В дальнейшем он записывался с такими исполнителями как, Дэвид Аклс и Эссра Мохоук, а также участвовал в записи их альбомов в качестве сессионного музыканта.

## Дискография

### СIron Butterfly
- 1968 — Heavy

### C Rhinoceros
- 1968 — Rhinoceros

### С Дэвидом Аклсом
- 1968 — David Ackles[англ.]

### С Эссрой Мохоук
- 1970 — Primordial Lovers[англ.]